# Manitas de Plata
Ricardo Baliardo, más conocido como Manitas de Plata (Sète, Languedoc-Rosellón, Francia, 7 de agosto de 1921 - Montpellier, Languedoc-Rosellón, Francia, 5 de noviembre de 2014) fue un guitarrista de flamenco gitano francés.

## Biografía
Nació en una caravana gitano-catalana en Sète en el sur de Francia. Se hizo famoso por tocar cada año en la peregrinación gitana Saintes-Maries-de-la-Mer en Camargue, donde fue grabado en vivo por Deben Bhattacharya.
Manitas de Plata sólo accedió a tocar en público diez años después de la muerte de Django Reinhardt, considerado por unanimidad el rey de los guitarristas gitanos. Una de sus grabaciones le valió una carta de Jean Cocteau aclamándolo como un creador. Al oírle tocar en Arlés en 1964, se dice que Pablo Picasso  exclamó "aquel hombre es mucho más preciado que yo!" y procedió a dibujar en la guitarra.
Manitas de Plata se hizo muy famoso sólo después de una exposición de fotografía en Nueva York, organizada por su amigo Lucien Clergue. Había grabado su primer álbum oficial en la capilla de Arlés en Francia, en 1963, para la discográfica Phillips. También fue posteriormente reeditado en 1967 por la Sociedad Connoisseur y vendido a través del Libro del club del mes. Este fue un LP popular que lo llevó a la atención de un público estadounidense. Un administrador estadounidense obtuvo una reserva para que diera un concierto en Carnegie Hall en Nueva York en diciembre de 1965.
Desde 1967 Manitas de Plata estuvo de gira por todo el mundo y grabando discos. Tocó con la bailarina Nina Corti. En 1968 tocó en la Royal Variety Performance en Londres. Su tema Sevillana se incluyó en la banda sonora de Afterhours (1985) de Scorsese.
Manitas de Plata era el padre de Jacques, Maurice y Tonino Baliardo y tío de Paul, François (Canut), Patchai, Nicolás y André Reyes (los hijos del reconocido cantautor flamenco José Reyes), todos miembros del grupo Rumba flamenca, Gipsy Kings. El multiinstrumentista australiano Chris Freeman, su alumno en 1971, ha reconocido la influencia y las enseñanzas de Manitas de Plata.

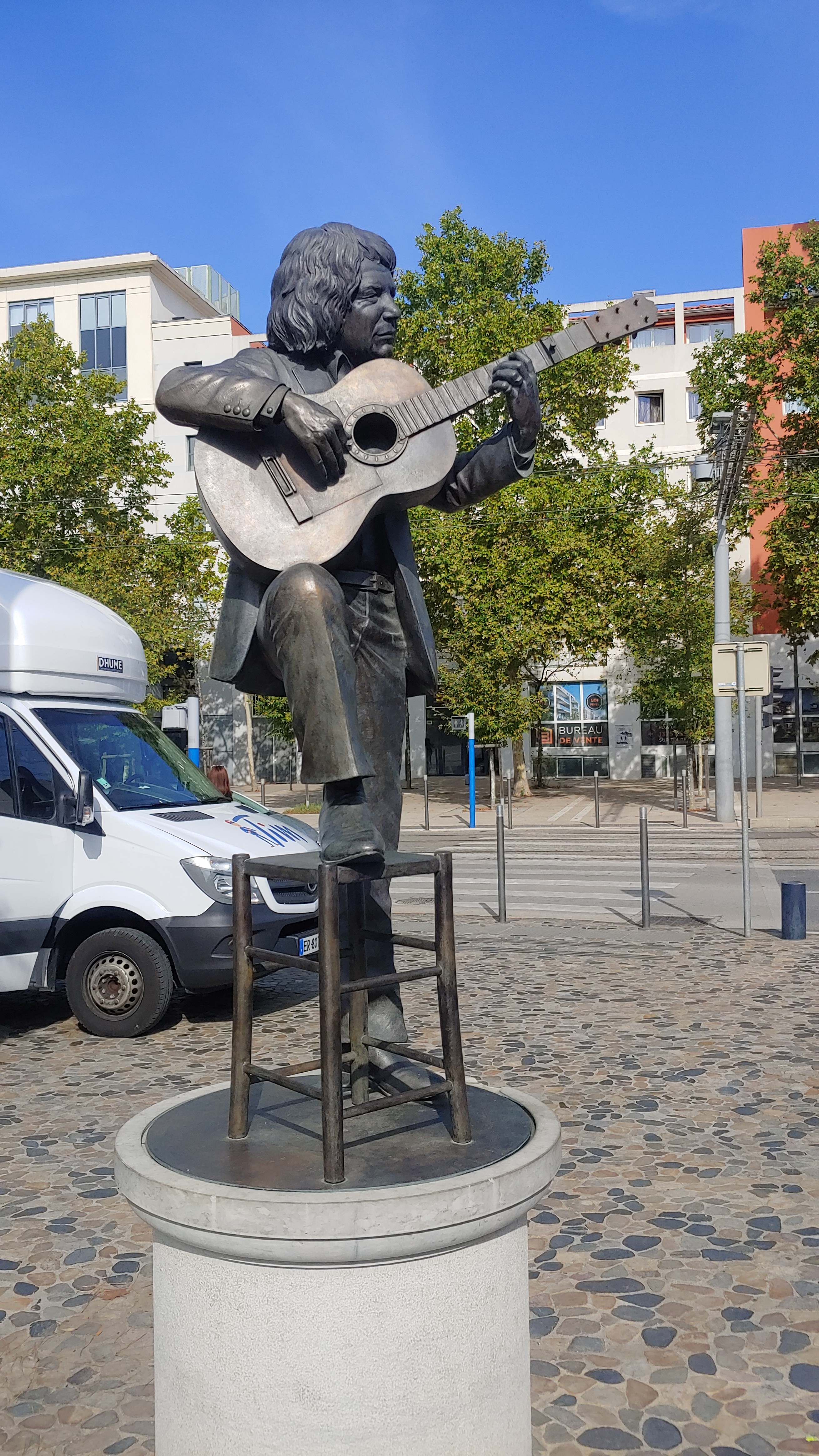
Estatua de Manitas de Plata frente a la alcaldía de Montpellier

Falleció el 5 de noviembre de 2014 en Montpellier, Francia.

## Discografía
- Classical Treasures: Spanish Guitar Favorites-2003
- Et los Plateros-1999
- Live Tour 97-1999
- Camargue de Manitas-1999
- Flaming Flamenco,1 y 2-1995
- Manitas de Plata at Carnegie Hall-1995
- Olé-1994
- Feria Gitane-1990
- Picasso, guerra, amor y paz-1973
- Gypsy Flamenco-1963
- Guitarra Flamenco-1963
- Flamenco Magic